# Calvagese della Riviera
Calvagese della Riviera (Calvagés o Calvazes in dialetto bresciano) è un comune italiano di 3 686 abitanti della provincia di Brescia in Lombardia. Oltre al capoluogo il comune comprende anche due frazioni: Mocasina e Carzago Riviera. Quest'ultimo fu comune autonomo fino al 1928 quando venne aggregato a Calvagese.
Il monumento più importante del paese è la chiesa della Cattedra di San Pietro in Antiochia con i suoi affreschi del XV-XVI secolo, un dipinto di Girolamo Romanino (Madonna con Bambino), uno di Zenone Veronese (una Deposizione) e altre tele di autori di scuola veneta. La chiesa venne in parte ristrutturata nella prima parte del XVIII secolo.

## Origine del nome
Il toponimo deriverebbe dal personale romano Calvasius, probabilmente riferito al proprietario di un fondo. Notizie accurate circa la storia di questo centro si hanno solo a partire dal Medioevo: il castello di Calvagese, emblema della cittadina, è citato in alcuni carteggi del X secolo e XI secolo.
Il continuo "della Riviera" venne aggiunto a seguito del regio decreto 10 ottobre 1925, n. 1807, su richiesta del consiglio comunale. Tale scelta fu probabilmente motivata dal fatto che dalla colline a est della frazione di Carzago si può scorgere il Lago di Garda (In particolar modo la penisola di Sirmione)

## Geografia fisica

### Clima
Il clima a Calvagese della Riviera è mite e moderato, con piovosità significativa durante tutto l'anno.
La temperatura media annuale è di 13 °C, essendo luglio il mese con temperature più alte (27,4 °C) e gennaio il mese con temperature più basse (0 °C).
La piovosità media annuale è di 1045 mm. In particolare le piogge sono più scarse nel mese di gennaio (53 mm) e più abbondanti nel mese di novembre (120 mm).
| [ 7 ]               | Mesi | Mesi | Mesi | Mesi | Mesi | Mesi | Mesi | Mesi | Mesi | Mesi | Mesi | Mesi | Stagioni | Stagioni | Stagioni | Stagioni | Anno  |
| [ 7 ]               | Gen  | Feb  | Mar  | Apr  | Mag  | Giu  | Lug  | Ago  | Set  | Ott  | Nov  | Dic  | Inv      | Pri      | Est      | Aut      | Anno  |
| ------------------- | ---- | ---- | ---- | ---- | ---- | ---- | ---- | ---- | ---- | ---- | ---- | ---- | -------- | -------- | -------- | -------- | ----- |
| T. max. media (°C)  | 6,5  | 8,2  | 12,8 | 16,6 | 20,9 | 25,4 | 27,4 | 27,0 | 22,1 | 17,1 | 11,4 | 7,1  | 7,3      | 16,8     | 26,6     | 16,9     | 16,9  |
| T. min. media (°C)  | 0    | 0,3  | 2,8  | 6,5  | 11,0 | 15,9 | 18,7 | 18,9 | 15,3 | 11,1 | 6,1  | 1,6  | 0,6      | 6,8      | 17,8     | 10,8     | 9,0   |
| Precipitazioni (mm) | 53   | 58   | 66   | 94   | 100  | 94   | 83   | 90   | 107  | 113  | 120  | 67   | 178      | 260      | 267      | 340      | 1 045 |

## Storia
Il territorio di Calvagese della Riviera è posto sulle ultime propaggini dell'anfiteatro morenico del lago di Garda, conformazione prodotta da un immenso ghiacciaio in ritiro. Delimitato da un lato dalle immense alluvioni del fiume Chiese lungo il quale, a pelo d'acqua, vi sono ancora visibili depositi marini costituiti da barriere rocciose. Il paese è situato su un'altura collinare alla sinistra del Chiese a 225 metri di altitudine ed è costituito da tre nuclei fondamentali: Calvagese, il capoluogo, Carzago Riviera, Mocasina.
Originariamente il territorio di Mocasina faceva parte della parrocchia di Calvagese e nel luglio 1580 resa autonoma in occasione della visita pastorale di Carlo Borromeo, arcivescovo di Milano. A Carzago la chiesa venne costruita verso la fine del Trecento e ultimata presumibilmente nel 1410, data scolpita su un capitello romanico sul lato meridionale della chiesa. Carzago deriva probabilmente dal nome "cardo" e infatti sin dal 1500 lo stemma dell'ex Comune riportava la figura di tre cardi. Nel secolo XVIII venne costruita l'attuale chiesa utilizzando il fianco del precedente edificio di culto.
Il Comune di Calvagese nel Medioevo era uno dei maggiori centri del basso Garda. Nel 1387 contava 18 fuochi (comunità famigliari con numerosi componenti ciascuna) e Carzago 6, Bedizzole, sede della pieve 20, Desenzano solamente 8. Calvagese e Carzago vennero assoggettati al dominio veneto e fecero parte della provincia veneta denominata "Magnifica Patria" che aveva suo capoluogo Salò. Più volte il Comune di Brescia cercò di annettersi i territori dei due comuni. Nel 1532 con altri comuni tentarono di costituire un Provveditorato autonomo con a capo un Podestà bresciano, ma il tentativo fallì.
Momenti difficili furono vissuti dalla popolazione nel maggio del 1705 quando le truppe francesi saccheggiarono tutto il territorio. Vi è testimonianza scritta della profanazione della Chiesa di Mocasina dalla quale vennero asportati tutti gli oggetti preziosi. I francesi lasciarono per molto tempo un amaro ricordo "compiendo enormità per le chiese e con le donne", usando cioè anche violenza alle donne del comune.

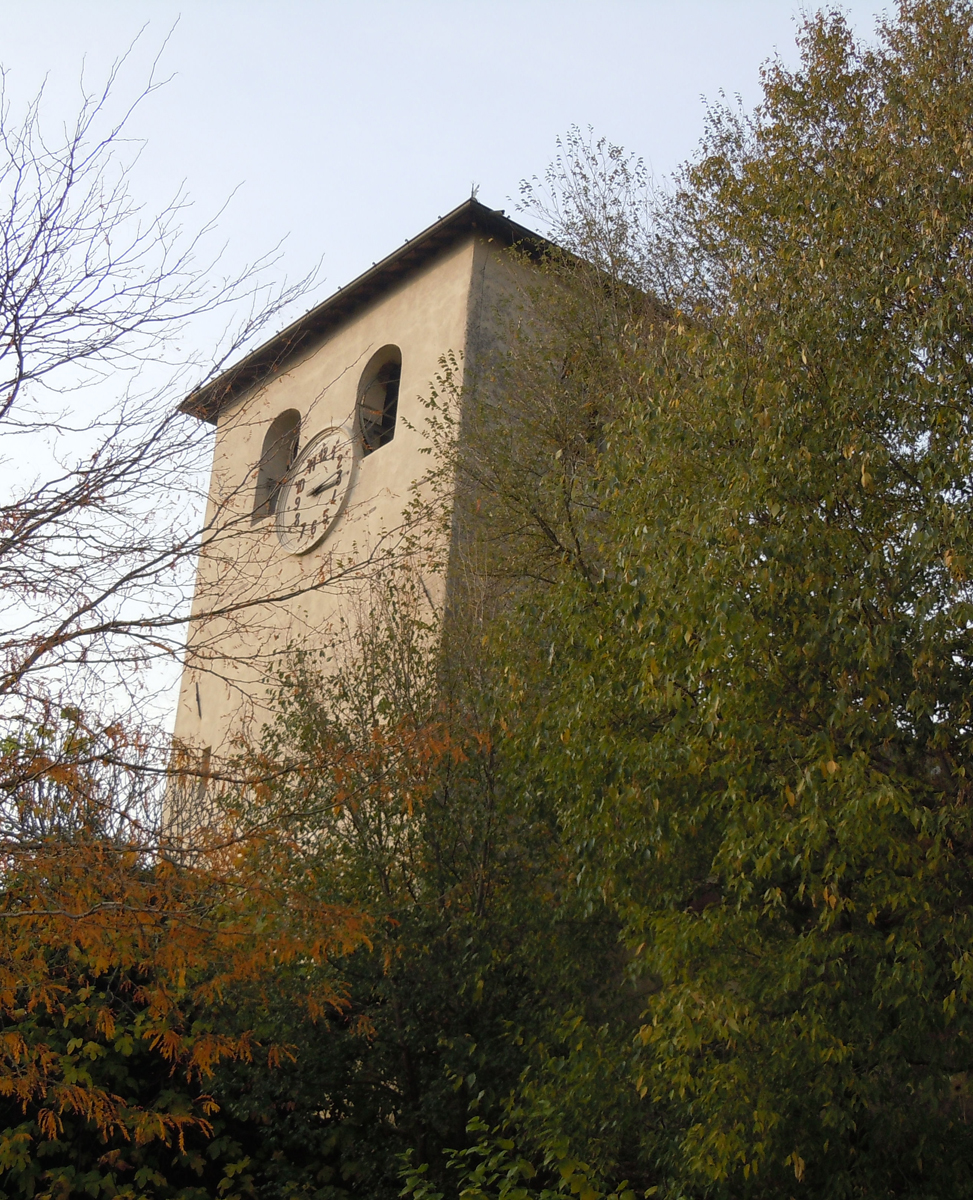
Carzago Riviera, torre del castello

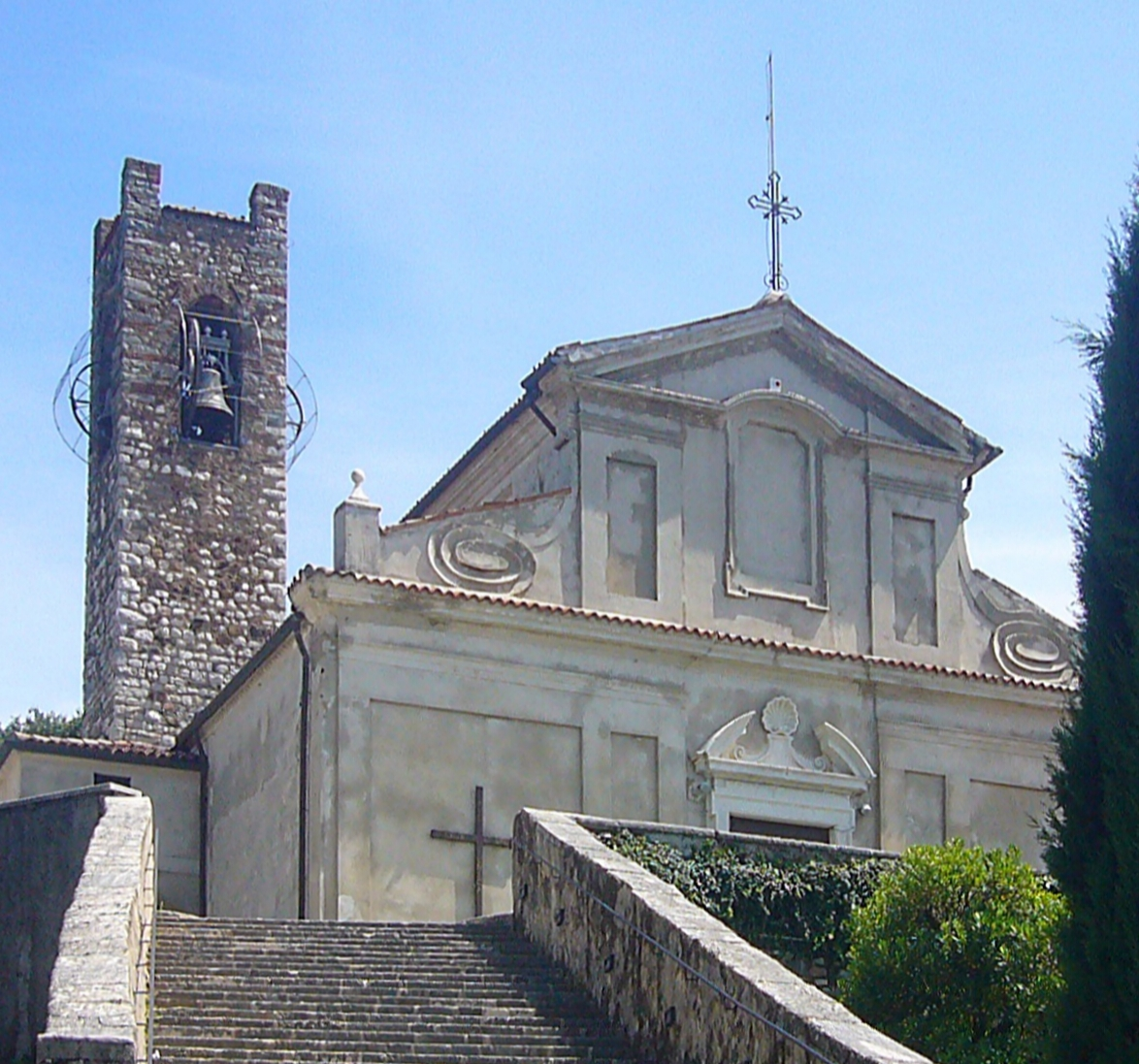
La chiesa della Cattedra di San Pietro in Antiochia

Attualmente, la vocazione agricola del territorio comunale è testimoniata dalla presenza di alcune aziende agricole e vitivinicole con terreni destinati alla produzione di cereali e di vini pregiati quali il Groppello appunto, ma anche il Riesling e il Chiaretto, noti e apprezzati non solo in ambito bresciani. Accanto all'agricoltura, a partire dagli anni sessanta, si è affermato il settore artigianale che oggi rappresenta un pilastro dell'economia di Calvagese e che può contare sulla presenza di numerose imprese la cui produzione spazia dal settore dell'arredamento, della lavorazione dei metalli, a quello florovivaistico, delle costruzioni e dell'impiantistica.
Inoltre, nell'ultimo decennio il territorio del Comune di Calvagese della Riviera ha conosciuto dei cambiamenti significativi, sia per il recente incremento demografico che per lo sviluppo delle infrastrutture e dei servizi per i cittadini. La formazione dei centri storici, nella loro struttura attuale, è condizionata dalla presenza dei castelli, all'interno dei quali sorgevano case di abitazione, e inizia con lo sviluppo demografico e sociale dell'XI e XII secolo, quando i coltivatori non più soggetti agli obblighi feudali costruiscono le proprie abitazioni, fuori dal castello con un'aggregazione spontanea lungo gli assi vari.
Questo processo diviene più evidente nel XIV-XV secolo, quando si ha uno sviluppo notevole, con la costruzione di ampi edifici a più piani. Si formarono così i tre paesi di Calvagese, Mocasina, Carzago. I nuovi comuni furono dapprima sotto il controllo politico del comune di Brescia dal quale si distaccarono però nel 1426 per unirsi alla quadra di campagna della Riviera bresciana del lago di Garda, cui appartennero per tutto il periodo della dominazione veneta, fino al 1796.

### Simboli
Blasonatura stemma:
(R.D. del 3 luglio 1930)
Il gonfalone è un drappo di azzurro.

## Società

### Evoluzione demografica
Abitanti censiti

## Geografia antropica

### Frazioni

#### Carzago Riviera
Carzago Riviera, frazione di Calvagese, possiede alcuni monumenti interessanti come: la chiesa parrocchiale di San Lorenzo dove sono conservati dei dipinti del Gallina e del Cossali, i resti del castello medioevale, costruito nel IX secolo per difesa dalle invasioni Unghare, di cui sono visibili tutt'oggi le quattro torri circolari. Una delle torri ha avuto una significativa opera di ricostruzione nei primi del '900 ed è stata adibita a campanile.

## Infrastrutture e trasporti
Il territorio comunale è attraversato dalla strada provinciale 27 Castrezzone-Prevalle da cui si origina la provinciale 78 che collega il centro abitato principale con Lonato del Garda e che attraversa le frazioni di Mocasina e di Carzago. A Mocasina, inoltre, termina la provinciale 28 proveniente da Montichiari.
Tra il 1897 e il 1968, nel vicino comune di Prevalle era presente l'omonima stazione della ferrovia Rezzato-Vobarno, istituita anche per servire Calvagese.

## Amministrazione
| Periodo         | Periodo         | Primo cittadino     | Partito      | Carica                  | Note   |
| --------------- | --------------- | ------------------- | ------------ | ----------------------- | ------ |
| 24 aprile 1990  | 14 giugno 1999  | Alessandro Averoldi | lista civica | Sindaco                 |        |
| 14 giugno 1999  | 5 dicembre 2001 | Pietro Bignotti     | lista civica | Sindaco                 | [ 9 ]  |
| 5 dicembre 2001 | 6 febbraio 2002 | Giuseppe Giacomelli | lista civica | vicesindaco f.f.        |        |
| 6 febbraio 2002 | 8 giugno 2002   | Antonio Naccari     |              | Commissario prefettizio |        |
| 8 giugno 2002   | 10 aprile 2003  | Ivana Palestri      | lista civica | Sindaco                 | [ 10 ] |
| 10 aprile 2003  | 14 giugno 2004  | Antonio Naccari     |              | Commissario prefettizio |        |
| 14 giugno 2004  | 26 maggio 2014  | Ivana Palestri      | lista civica | Sindaco                 |        |
| 26 maggio 2014  | 10 giugno 2024  | Simonetta Gabana    | lista civica | Sindaco                 |        |
| 10 giugno 2024  | in carica       | Maria Teresa Comini | lista civica | Sindaco                 |        |